# Chad Billingsley
Pour les articles homonymes, voir Billingsley (homonymie).
Chad Ryan Billingsley (né le 29 juillet 1984 à Defiance, Ohio, États-Unis) est un lanceur droitier des Ligues majeures de baseball. Il est présentement agent libre après une saison 2015 jouée chez les Phillies de Philadelphie. 
Il évolue de 2006 à 2013 pour les Dodgers de Los Angeles et est sélectionné au match des étoiles en 2009.

## Biographie

### Carrière amateur
De 1999 à 2003, Chad Billingsley étudie au lycée de Defiance et joue dans les équipes de football américain (comme quaterback) et de baseball au poste de lanceur partant. En quatre saisons sur le monticule, il lance 60 matchs (dont 24 complets) et 287 manches, obtient 34 victoires (dont 11 blanchissages) et une moyenne de 1,20 point mérité et il retire 502 frappeurs sur prises. En 2002, il participe au Championnat du monde junior avec l'équipe des États-Unis qui décroche la médaille de bronze. Il lance 3 matchs et obtient 3 victoires avec une moyenne de 2,45 points mérités. Avant la draft 2003, il est classé 54e prospect par le magazine Baseball America. Il est sélectionné par les Dodgers de Los Angeles au 1er tour de la draft (24e choix) et signe son premier contrat professionnel le 9 juin.

### Ligues mineures
Il rejoint les Ogden Raptors en Pioneer League pour sa première saison professionnelle. En 11 départs, il est crédité de 5 victoires pour 4 défaites et il retire 62 frappeurs sur prises en 54 manches lancées. Il est classé deuxième meilleur prospect de la ligue par Baseball America.
En 2004, il commence la saison avec les Vero Beach Dodgers en Florida State League. Plus jeune lanceur de la ligue (20 ans), il obtient 7 victoires pour 4 défaites, alignant 6 victoires consécutives pour ses 6 dernières apparitions. Il représente son équipe lors du match des étoiles de la Ligue, puis rejoint les Jacksonville Suns en Southern League pour la deuxième partie de la saison. Pour son premier match, il lance 6 manches sans accorder de points et retire 6 frappeurs sur prises. En 8 départs, il obtient 4 victoires sans défaite et retire 47 frappeurs. En fin de saison, il est nommé Lanceur de l'année des ligues mineures de l'organisation des Dodgers.
Il revient dans la rotation des Suns en 2005 où il commence 26 matchs en 28 apparitions. Il obtient 13 victoires pour 6 défaites et une moyenne de 3,51 points mérités, retirant 162 frappeurs sur prises pour seulement 50 buts-sur-balles accordés. Il est de nouveau nommé Lanceur de l'année des ligues mineures pour la deuxième année consécutive.
Au début de la saison 2006, il est promu au niveau Triple-A dans la rotation des Las Vegas 51s. En 13 départs, il obtient 6 victoires pour 3 défaites avant d'être appelé en Ligue majeure le 14 juin

### Ligue majeure
Il fait ses débuts pour les Dodgers le 15 juin face aux Padres de San Diego, mais n'est pas crédité d'une décision après 5 manches et 3 retraits sur prises. Lors du même match, il réussit son premier coup sûr et produit ses deux premiers points pour son premier passage au bâton. Le 18 juillet, il est crédité de sa première victoire en Ligue majeure contre les Diamondbacks de l'Arizona. Pour sa première saison au plus niveau, il termine avec 7 victoires pour 4 défaites, une moyenne de 3,80 points mérités et 59 retraits sur prises en 18 matchs.
Après le camp d'entraînement de pré-saison 2007, Billingsley est repositionné comme lanceur de relève au vu de ses performances lors des matchs de préparation. En 23 apparitions en relève, il est crédité de 4 victoires sans défaites avec 40 retraits sur prises en 35 manches lancées. Le 21 juin, il revient dans la rotation des lanceurs partants contre les Blue Jays de Toronto à la suite de la blessure de Jason Schmidt. Il enchaîne trois victoires en cinq départs, dont son premier match complet en Ligue majeure le 23 juillet contre les Astros de Houston. Il termine la saison avec un bilan de 12 victoires pour 5 défaites et 141 retraits sur prises en 147 manches lancées.
En 2008, Billingsley est assuré d'une place dans la rotation des lanceurs, Schmidt étant toujours en convalescence après son opération à l'épaule. Après deux apparitions en relève en raison d'un calendrier étalé ne nécessitant que 4 lanceurs partants, il commence sa saison par un bilan de 4 défaites sans aucune victoire, malgré de bonnes performances avec 32 retraits sur des prises en 20 2⁄3. Le 24 avril, il retire 12 frappeurs sur prises, son record en carrière sur un match. Il décroche sa première victoire de la saison le 30 avril face aux Marlins de la Floride, enregistrant 8 retraits sur prises en 7 manches. Le 30 juillet contre les Giants de San Francisco, il réussit son premier blanchissage. Il termine la saison avec 16 victoires contre 10 défaites et une excellente moyenne de points mérités de 3,14 en 200 manches et deux tiers lancées. Il réussit 201 retraits sur des prises.
À la mi-saison 2009, il a déjà 9 victoires lorsqu'il est invité à participer au match des étoiles. Sa deuxième moitié de calendrier régulier est moins remarquable et, après avoir perdu 7 décisions sur 10, il termine avec un dossier victoires-défaites de 12-11 et une moyenne de points mérités de 4,03.
En 2010, Billingsley gagne une fois de plus 12 matchs, encaissant 11 revers. Il améliore sa moyenne qui passe à 3,57 points mérités par partie en 31 départs. Il réussit un blanchissage.
Avant le début de la saison 2011, Billingsley prolonge pour trois saisons chez les Dodgers contre 35 millions de dollars. En 2011, il gagne 11 matchs et en perd 11 autres. Sa moyenne de points mérités s'élève à 4,21 et il réussit un match complet.
En 2012, il abaisse sa moyenne de points mérités à 3,55 en 149 manches et deux tiers lancées. En 25 matchs comme partant, il remporte 10 victoires contre 9 défaites. 
Après la saison 2012, il subit des traitements pour soigner des problèmes au ligament de son coude droit et se dit prêt à amorcer la saison 2013. Mais il n'amorce que deux parties et ne lance que 12 manches avant que les problèmes resurgissent et que l'on ait recours au traitement habituellement recommandé pour ce genre de problème, c'est-à-dire une opération de type Tommy John entraînant une longue convalescence.
Il passe toute l'année 2014 sur la liste des joueurs blessés, après quoi il devient agent libre et signe le 29 janvier 2015 un contrat d'un million et demi de dollars pour un an avec les Phillies de Philadelphie. Il effectue 7 départs pour les Phillies en 2015 : sa moyenne de points mérités se chiffre à 5,84 en 37 manches et il gagne deux matchs contre trois défaites.

## Statistiques
| Saison | Équipe     | G   | GS  | CG | SHO | V  | D  | SV | IP    | SO  | ERA  |
| ------ | ---------- | --- | --- | -- | --- | -- | -- | -- | ----- | --- | ---- |
| 2006   | LA Dodgers | 18  | 16  | 0  | 0   | 7  | 4  | 0  | 90.0  | 59  | 3,80 |
| 2007   | LA Dodgers | 43  | 20  | 1  | 0   | 12 | 5  | 0  | 147.0 | 141 | 3,31 |
| 2008   | LA Dodgers | 35  | 32  | 1  | 1   | 16 | 10 | 0  | 200.2 | 201 | 3,14 |
| 2009   | LA Dodgers | 33  | 32  | 0  | 0   | 12 | 11 | 0  | 196.1 | 179 | 4,03 |
| 2010   | LA Dodgers | 31  | 31  | 1  | 1   | 12 | 11 | 0  | 191.2 | 171 | 3,57 |
| Totaux | Totaux     | 160 | 131 | 3  | 2   | 59 | 41 | 0  | 825.2 | 751 | 3,55 |

| Saison | Équipe     | G | GS | CG | SHO | V | D | SV | IP   | SO | ERA  |
| ------ | ---------- | - | -- | -- | --- | - | - | -- | ---- | -- | ---- |
| 2006   | LA Dodgers | 2 | 0  | 0  | 0   | 0 | 0 | 0  | 2.0  | 3  | 0,00 |
| 2008   | LA Dodgers | 3 | 3  | 0  | 0   | 1 | 2 | 0  | 11.2 | 16 | 9,26 |
| 2009   | LA Dodgers | 1 | 0  | 0  | 0   | 0 | 0 | 0  | 3.1  | 3  | 5,40 |
| Totaux | Totaux     | 6 | 3  | 0  | 0   | 1 | 2 | 0  | 17.0 | 22 | 6,88 |

Note: G = Matches joués ; GS = Matches comme lanceur partant ; CG = Matches complets ; SHO = Blanchissages ; 
V = Victoires ; D = Défaites ; SV = Sauvetages ; IP = Manches lancées ; SO = retraits sur des prises ; ERA = Moyenne de points mérités.